# Hawk Cove
Hawk Cove est une ville située au sud du comté de Hunt, au bord du lac Tawakoni, au Texas, aux États-Unis,.

## Démographie
Lors du recensement de 2010, la ville comptait une population de 483 habitants. Elle est estimée, en 2018, à 551 habitants.

### Source de la traduction
- (en) Cet article est partiellement ou en totalité issu de l’article de Wikipédia en anglais intitulé « Hawk Cove, Texas » (voir la liste des auteurs).